# Leptocera
Leptocera är ett släkte av tvåvingar. Leptocera ingår i familjen hoppflugor.

## Bildgalleri

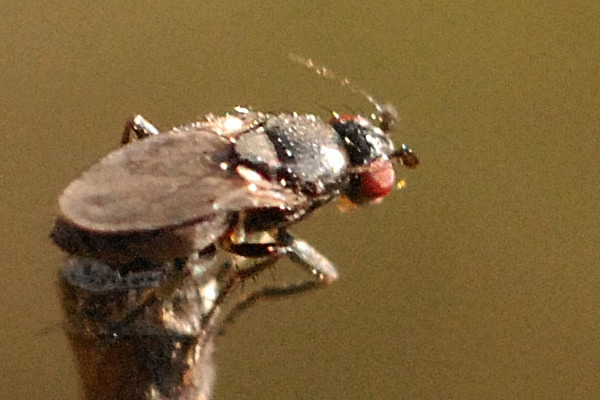

## Dottertaxa tillLeptocera, i alfabetisk ordning[1][2]
- Leptocera aemula
- Leptocera aequalitarsis
- Leptocera aequilimbata
- Leptocera aequipilosa
- Leptocera afghanica
- Leptocera afra
- Leptocera alpina
- Leptocera altimontana
- Leptocera anceps
- Leptocera ariana
- Leptocera aroana
- Leptocera atra
- Leptocera atrolimosa
- Leptocera aucklandica
- Leptocera australica
- Leptocera australis
- Leptocera bajaminuta
- Leptocera barbata
- Leptocera bipilosa
- Leptocera boninensis
- Leptocera boruvkai
- Leptocera breviceps
- Leptocera brevior
- Leptocera breviseta
- Leptocera caenosa
- Leptocera cellularis
- Leptocera chambii
- Leptocera cilifera
- Leptocera congoensis
- Leptocera cryptica
- Leptocera cryptochaeta
- Leptocera cultellipennis
- Leptocera decimsetosa
- Leptocera decisetosa
- Leptocera digna
- Leptocera discalis
- Leptocera disciseta
- Leptocera divergens
- Leptocera dolorosa
- Leptocera downesi
- Leptocera duodecimseta
- Leptocera duplex
- Leptocera duplicata
- Leptocera dupliciseta
- Leptocera dyscola
- Leptocera echinaspis
- Leptocera elgonensis
- Leptocera ellipsipennis
- Leptocera ensenada
- Leptocera equispina
- Leptocera erythrocera
- Leptocera excavata
- Leptocera filiforceps
- Leptocera finalis
- Leptocera fontinalis
- Leptocera forceps
- Leptocera freyi
- Leptocera frosti
- Leptocera fulva
- Leptocera fumipennis
- Leptocera fuscinervis
- Leptocera fuscipennis
- Leptocera gel
- Leptocera gobiensis
- Leptocera hammersteini
- Leptocera hoplites
- Leptocera hostica
- Leptocera iberica
- Leptocera kabuli
- Leptocera koningsbergeri
- Leptocera kovacsi
- Leptocera lagura
- Leptocera latiforceps
- Leptocera lesnei
- Leptocera limbinervis
- Leptocera limosa
- Leptocera longior
- Leptocera lutosa
- Leptocera lutosoidea
- Leptocera lutsoidea
- Leptocera macalpinei
- Leptocera maculinea
- Leptocera marginalis
- Leptocera marginata
- Leptocera meges
- Leptocera melanaspis
- Leptocera melanderi
- Leptocera mensozana
- Leptocera michigana
- Leptocera microarista
- Leptocera micropyga
- Leptocera m-nigrum
- Leptocera modesta
- Leptocera multisetosa
- Leptocera mycophora
- Leptocera nebulosa
- Leptocera neocurvinervis
- Leptocera nigra
- Leptocera nigricorpus
- Leptocera nigrolimbata
- Leptocera niveohalterata
- Leptocera obfuscata
- Leptocera ochrocephala
- Leptocera octiesetosa
- Leptocera octisetosa
- Leptocera oldenbergi
- Leptocera omega
- Leptocera opinata
- Leptocera papuana
- Leptocera parafinalis
- Leptocera parafulva
- Leptocera paraguayensis
- Leptocera paralutosa
- Leptocera paranigrolimbata
- Leptocera pararoralis
- Leptocera persica
- Leptocera pluriseta
- Leptocera praeapicalis
- Leptocera promissa
- Leptocera pseudimpudica
- Leptocera pseudocilifera
- Leptocera pseudoctisetosa
- Leptocera pseudohostica
- Leptocera pseudooctisetosa
- Leptocera richardsi
- Leptocera rossi
- Leptocera ruficornis
- Leptocera rutshuruensis
- Leptocera saegeri
- Leptocera sajanica
- Leptocera sanctipauli
- Leptocera sauteri
- Leptocera schildi
- Leptocera schlingeri
- Leptocera scotti
- Leptocera segem
- Leptocera setigera
- Leptocera sexsetosa
- Leptocera spinicaudata
- Leptocera spinisterna
- Leptocera spinitarsata
- Leptocera spuleri
- Leptocera stenodiscoidalis
- Leptocera sterniloba
- Leptocera steyskali
- Leptocera striata
- Leptocera suberecta
- Leptocera subpiligera
- Leptocera subtinctipennis
- Leptocera tenaculata
- Leptocera territorialis
- Leptocera trifascigera
- Leptocera trigonata
- Leptocera trochanterata
- Leptocera tuberosa
- Leptocera unca
- Leptocera uniseta
- Leptocera urodela
- Leptocera varicornis
- Leptocera weemsi
- Leptocera velutina
- Leptocera wirthi
- Leptocera vittigera
- Leptocera vomerata
- Leptocera zernyi